# Павел Черенков
Павел Алексејевич Черенков (рус. Па́вел Алексе́евич Черенко́в, 28. јул 1904. – 6. јануар 1990) био је совјетски физичар који је, заједно са Игором Тамом и Иљом Михајлович Франк, добио Нобелову награду за физику 1958. године „за откриће и објашњење Черенковљевог ефекта”.